# 圆锥绣球
水亚木（学名：Hydrangea paniculata），又名糊八仙花、玉粉團、圓錐繡球。为绣球花科绣球属下的一种落叶灌木、小乔木，高度在1—5（3.3—16.4英尺）之间。。

## 分布
水亞木產於日本、臺灣、中国大陸等地，在台灣，主要分布於海拔1400公尺左右之陰濕山谷或溪畔灌叢中。